# 懷特派恩 (密歇根州)
懷特派恩（英語：White Pine）是位於美國密歇根州昂托納貢縣卡普萊克鎮區的一個普查規定居民點。

## 人口
根據2020年美國人口普查的數據，懷特派恩的面積為12.96平方千米，當中陸地面積為12.96平方千米，而水域面積為0.00平方千米。當地共有人口339人，而人口密度為每平方千米26.16人。